# قسباري (بلدة)
قسباري أو قَسِبيلة أو (نقحرة: كاسيبيلي) هي بلدة إيطالية وأبرشية مدنية في سرقوسةفي صقلية. 